# 30035 Charlesliu
A 30035 Charlesliu (korábbi nevén 2000 DX77) a Naprendszer kisbolygóövében található aszteroida. A LINEAR program keretein belül fedezték fel 2000. február 29-én.
A bolygót Charles Xin Liu (1996–) amerikai középiskolai hallgatóról, a 2014-es Intel Science Talent Search tudományos verseny döntőséről nevezték el.

## Kapcsolódó szócikk
- Kisbolygók listája (30001–30500)